# روث بيدفورد
روث بيدفورد (بالإنجليزية: Ruth Bedford)‏ هي كاتِبة وشاعرة أسترالية، ولدت في 2 أغسطس 1882 في Petersham, New South Wales ‏ في أستراليا، وتوفيت في 24 يوليو 1963 في بادينغتون ‏ في أستراليا.